# 5e corps d'armée de montagne
Pour les articles homonymes, voir 5e corps d'armée.
Le 5e corps d'armée de montagne (en allemand : V. Gebirgs-Armeekorps) était un corps d'armée de l'armée de terre allemande: la Heer au sein de la Wehrmacht pendant la Seconde Guerre mondiale.